# Ernst Gebendinger
Ernst Gebendinger (* 10. Februar 1926 in Winterthur; † 23. Mai 2017 ebenda) war ein Schweizer Turner.

## Biografie
Gebendinger wuchs im Hegifeld in Winterthur auf und absolvierte eine Lehre als Maschinenschlosser, danach besuchte der die einjährige Textilfachschule in Zürich und arbeitete zwei Jahre als Textilweber in der Maschinenfabrik Sidi in Winterthur.
Erst äusserst spät, nämlich mit 17 Jahren, begann er mit dem vereinsmässigen Turnen und schloss sich dem TV Hegi an. An der Heim-WM 1950 in Basel gewann Gebendinger gleich dreimal Gold: In den Einzeldisziplinen Sprung (punktgleich mit dem Mannschaftskameraden Josef Stalder) und Boden sowie im Mannschaftsmehrkampf. An der Olympiade 1952 gehörte er im Mannschaftsmehrkampf dem Schweizer Team an, das im Mannschaftsmehrkampf die Silbermedaille gewann, jedoch im Einzelmehrkampf nur auf den 39. Platz kam. 1954 musste Gerbendinger seine Karriere nach einem Unfall beenden.
Nach Ende seiner Karriere turnte er weiterhin, auch wenn nicht mehr auf Spitzenniveau. Er war Vorturner des Stadtturnverein und präsidierte den TV Hegi. Ausserdem war er als technischer Assistent am Technikum Winterthur tätig.